# سونگوروفکا
سونگوروفکا (انگلیسی: Sungurovka) یک شهرک در شهرستان شارانسکی استان باشقیرستان کشور روسیه است.